# Laomedeia
A Laomedeia a Neptunusz tizenkettedik holdja; a bolygótól mért távolsága 23 571 000 km. 2002-ben fedezte fel Matthew Holman és kutatócsoportja. Ideiglenes neve S/2002 N 3 volt. Nevét Laomedeiáról, a görög mitológia néreiszeinek egyikéről kapta.  

## Külső hivatkozások
- A Neptunusz holdjai, Scott S. Sheppard
- David Jewitt oldala
- MPC: Natural Satellites Ephemeris Service
- Mean orbital parameters, NASA